# Lahn-Camino
Der Lahn-Camino (spanisch camino ‚Weg‘) ist ein Abschnitt im Netz der Wege der Jakobspilger in Deutschland. Er führt von Wetzlar zumeist auf den Höhen des Lahntales bis zur Hospitalkapelle St. Jakobus in Oberlahnstein. Von dort kann man auf dem Rhein-Camino nach Kaub oder über Koblenz-Stolzenfels auf dem Mosel-Camino nach Trier bzw. dem Linksrheinischen Jakobsweg nach Bingen am Rhein weiterpilgern.

## Geschichte
Die Route ist historisch nicht zweifelsfrei nachgewiesen, jedoch könnte aufgrund einiger Indizien dennoch eine mittelalterliche Jakobsroute durch das Lahntal geführt haben. Pilger orientierten sich vornehmlich an Heeres- und Handelsstraßen oder Flüssen. An diesen Wegen entstanden Kirchen, Klöster, Herbergen und Hospitäler. So wurde in der evangelischen Kirche St. Kastor in Dausenau bei Ausgrabungen ein Fragment einer Jakobsmuschel gefunden. Vom ehemaligen Hospital in Oberlahnstein ist nur noch die Kapelle St. Jakobus erhalten geblieben, in der man bei Renovierungsarbeiten (1985–1989) auf ein mittelalterliches Grab eines Jakobspilgers gestoßen ist. Villmarer Pilger zu den Apostelgräbern in Santiago und Trier (St. Matthias) werden 1491 anlässlich der Gründung einer Jakobus-, Matthias- und Sebastiansbruderschaft (im 17. Jahrhundert aufgelöst) erwähnt. Ab dem Sammelpunkt Lahnstein konnten die Pilger Ziele wie Köln, Aachen oder Trier erreichen und hatten Anschluss an die Jakobswege durch Frankreich bis nach Santiago de Compostela.

## Verlauf
Der Lahn-Camino wurde erstmals im Jahre 2001 auf einer Länge von rund 146 km zwischen Wetzlar und Oberlahnstein vom Taunusklub mit zahlreichen Schildern und Aufklebern mit der stilisierten gelben Jakobsmuschel auf blauem Grund markiert. Die zusammenlaufenden Rippen der Muschel weisen gleichsam als Pfeil die Richtung. Inzwischen hat die Regionalgruppe Mittelrhein der St. Jakobus-Gesellschaft Rheinland-Pfalz-Saarland e. V. die Verantwortung für die Pflege der Markierung übernommen.
| Etappenvorschlag | Etappenlänge | Orte in der Reihenfolge des Erreichens                                |
| Etappe 1         | ca. 25 km    | Wetzlar – Nauborn – Laufdorf – Solms-Oberndorf – Braunfels – Weilburg |
| Etappe 2         | ca. 26 km    | Weilburg – Freienfels – Weinbach – Elkerhausen – Langhecke – Villmar  |
| Etappe 3         | ca. 23 km    | Villmar – Runkel – Eschhofen – (Dietkirchen) – Limburg – Diez         |
| Etappe 4         | ca. 26 km    | Diez – Balduinstein – Obernhof                                        |
| Etappe 5         | ca. 24 km    | Obernhof – Nassau – Misselberg – (Dausenau) – Bad Ems                 |
| Etappe 6         | ca. 22 km    | Bad Ems – Miellen – Frücht – Friedrichssegen – Oberlahnstein          |

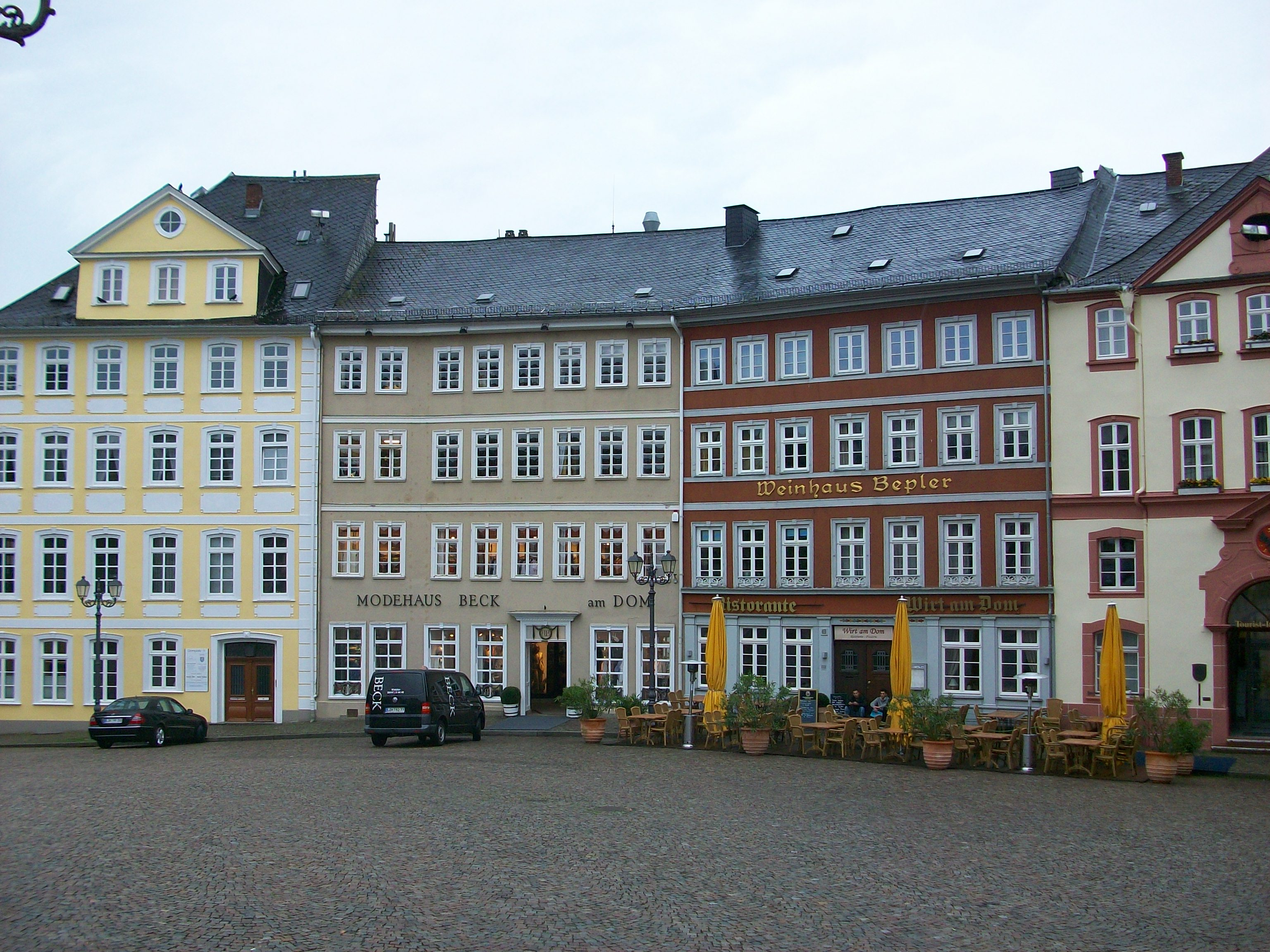
Domplatz, Wetzlar
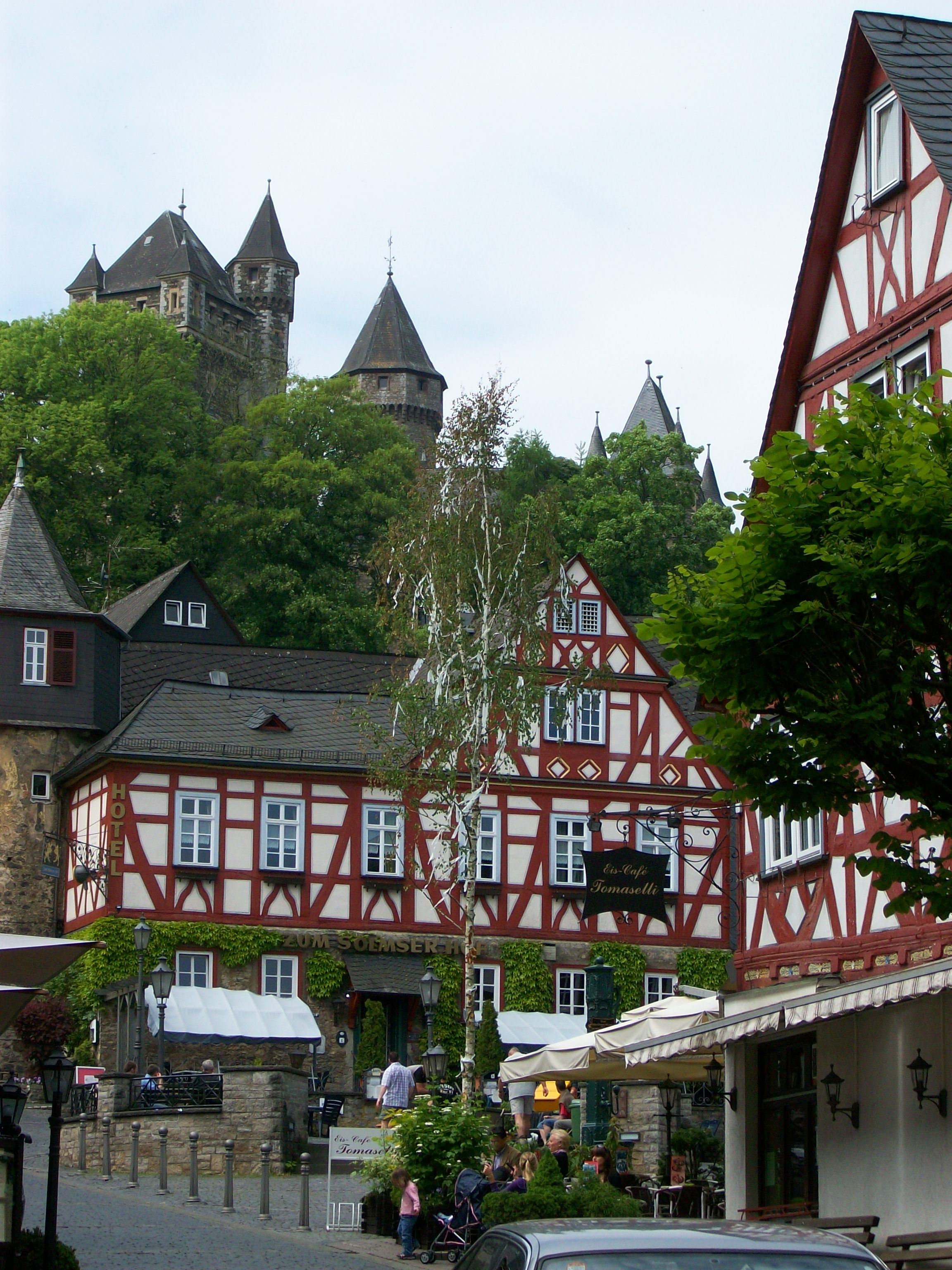
Braunfels
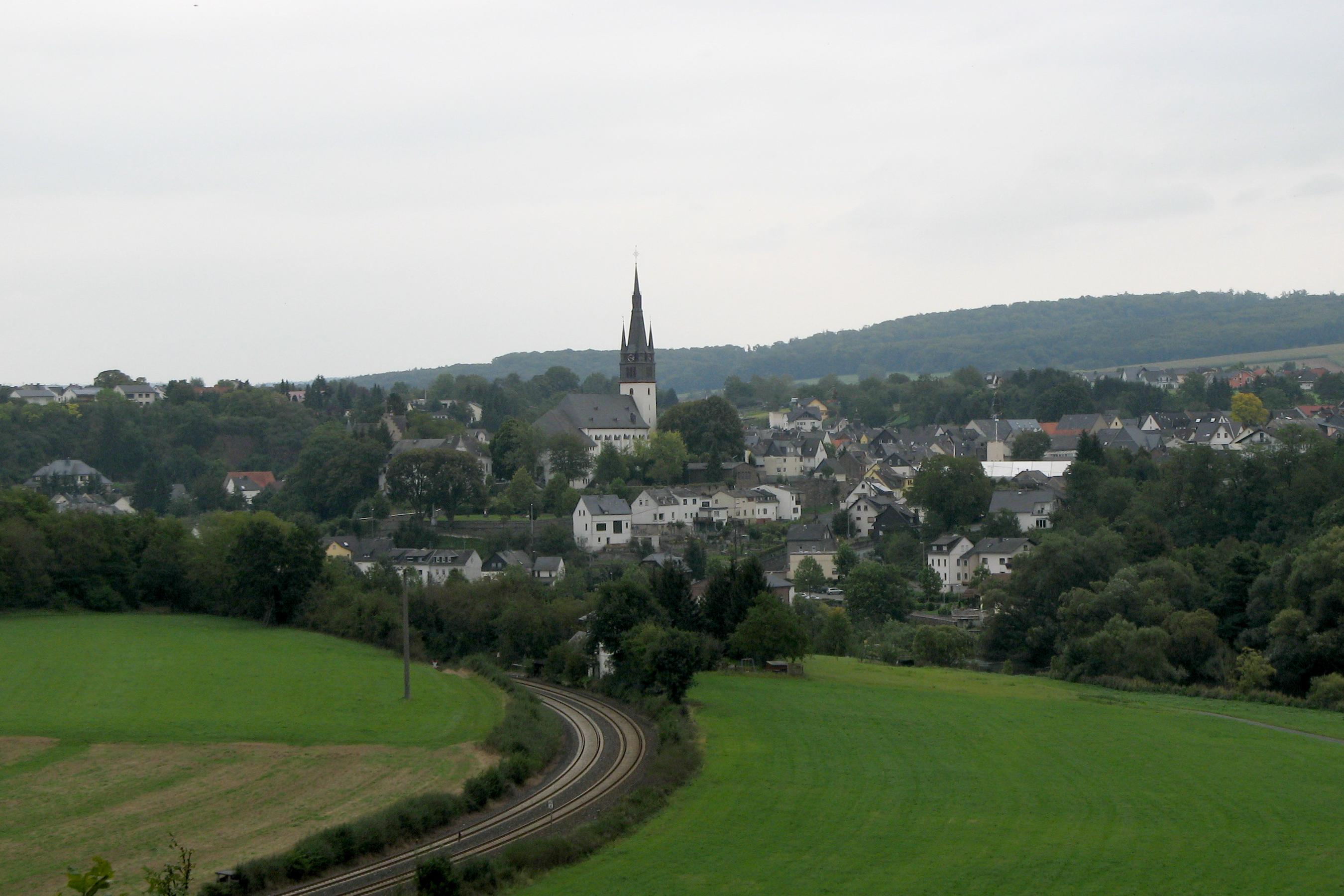
Villmar
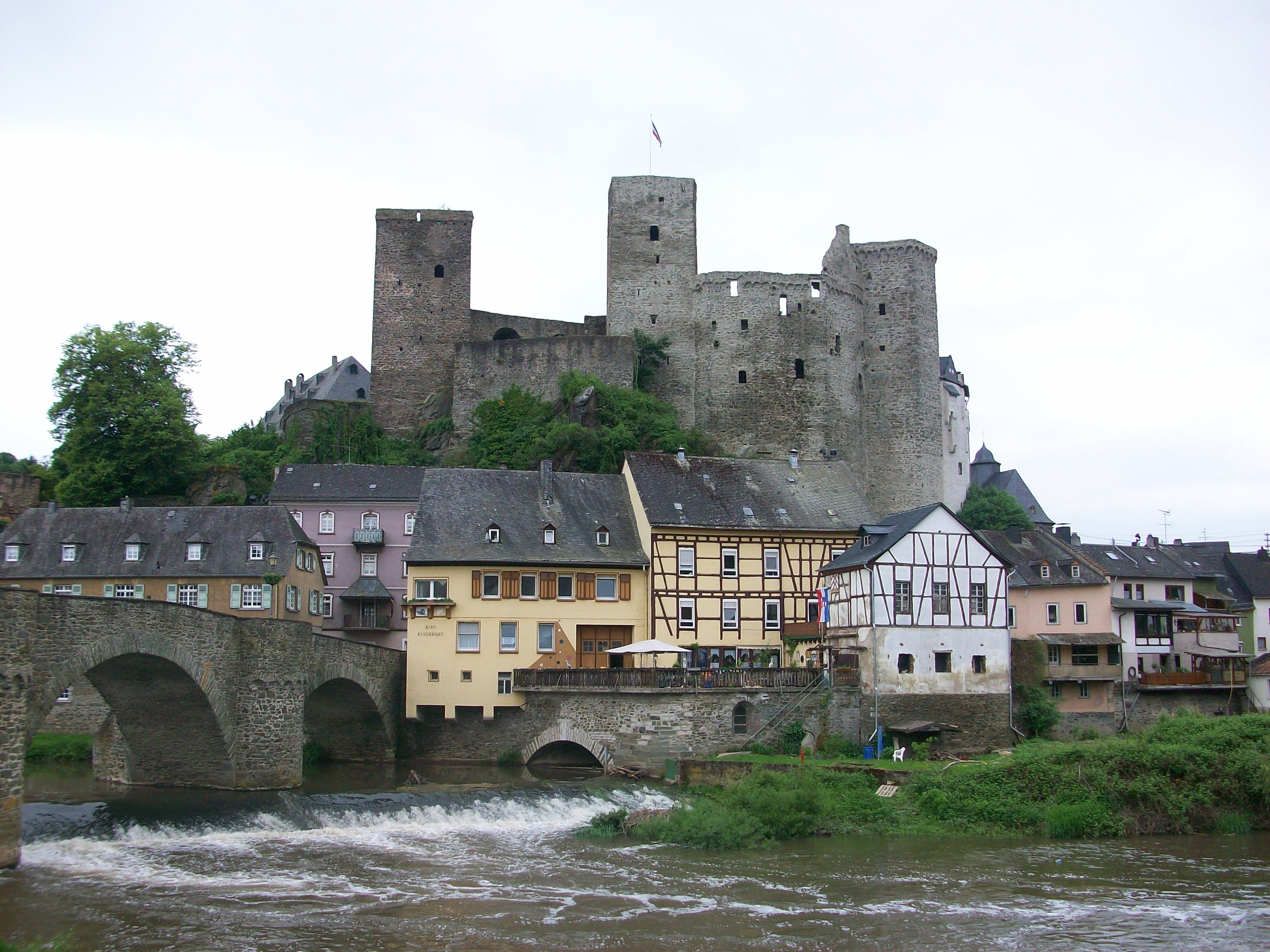
Runkel
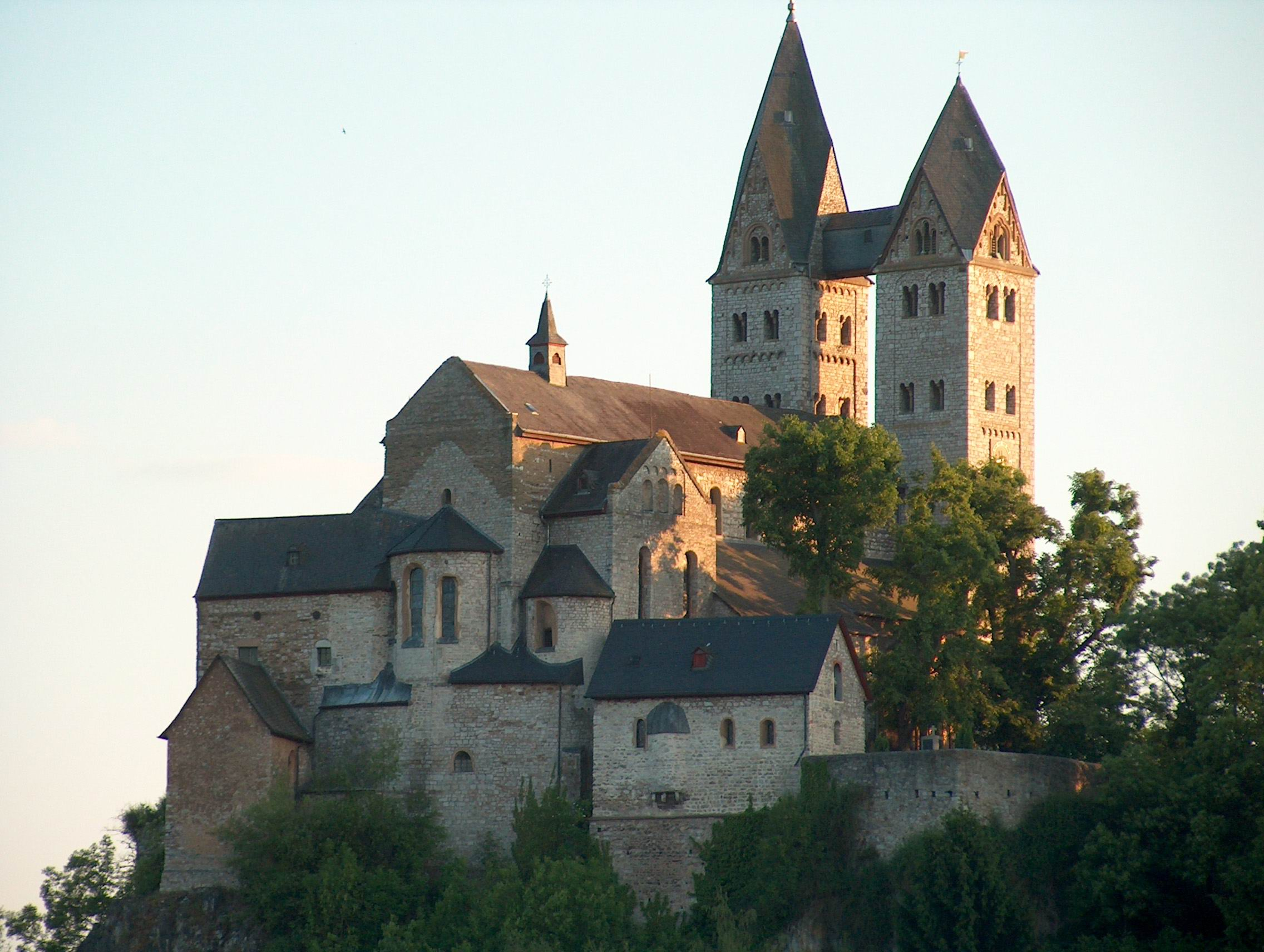
St. Lubentius, Dietkirchen
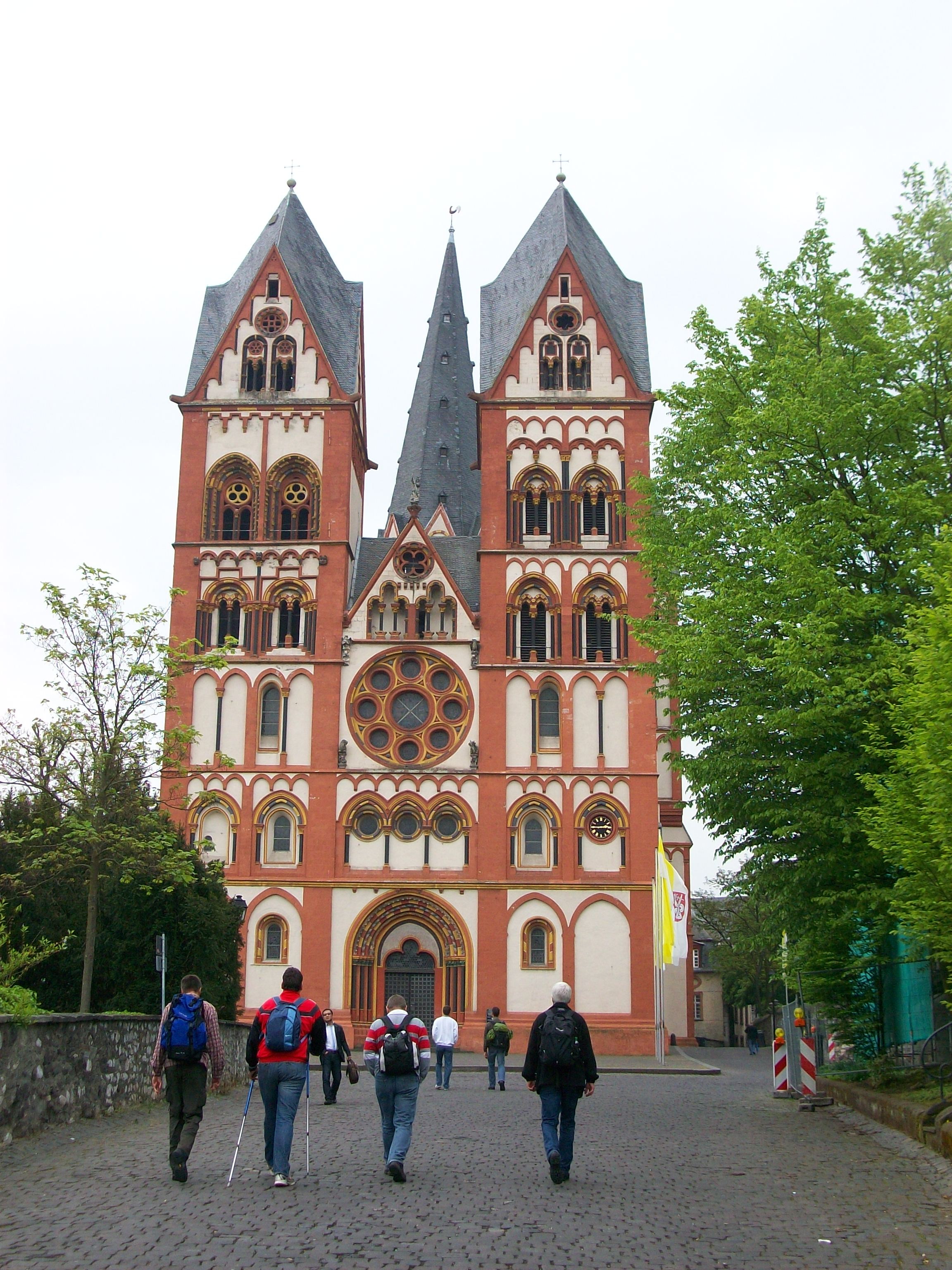
Dom, Limburg
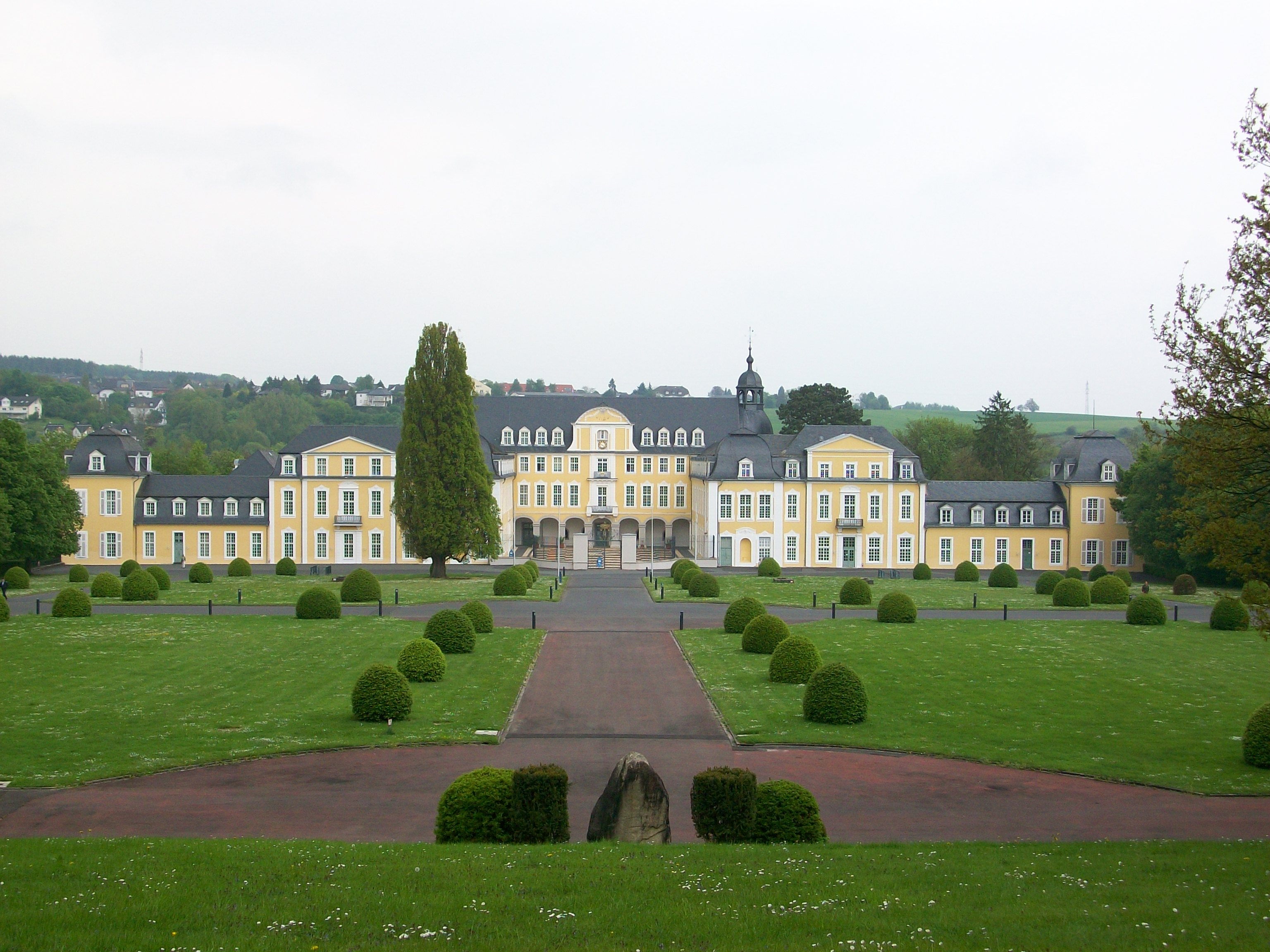
Schloss Oranienstein, Diez
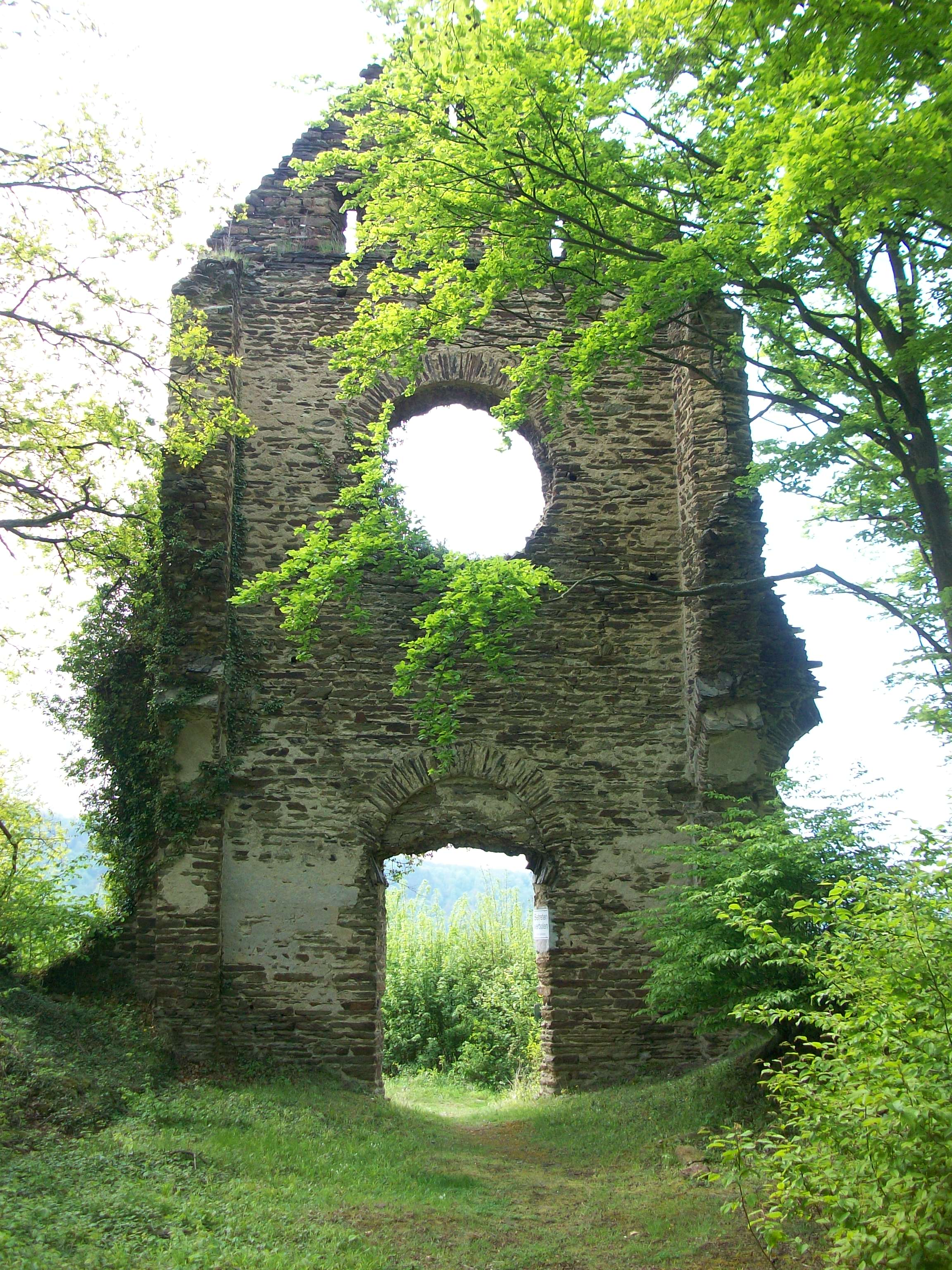
Ruine der Klosterkirche Brunnenburg
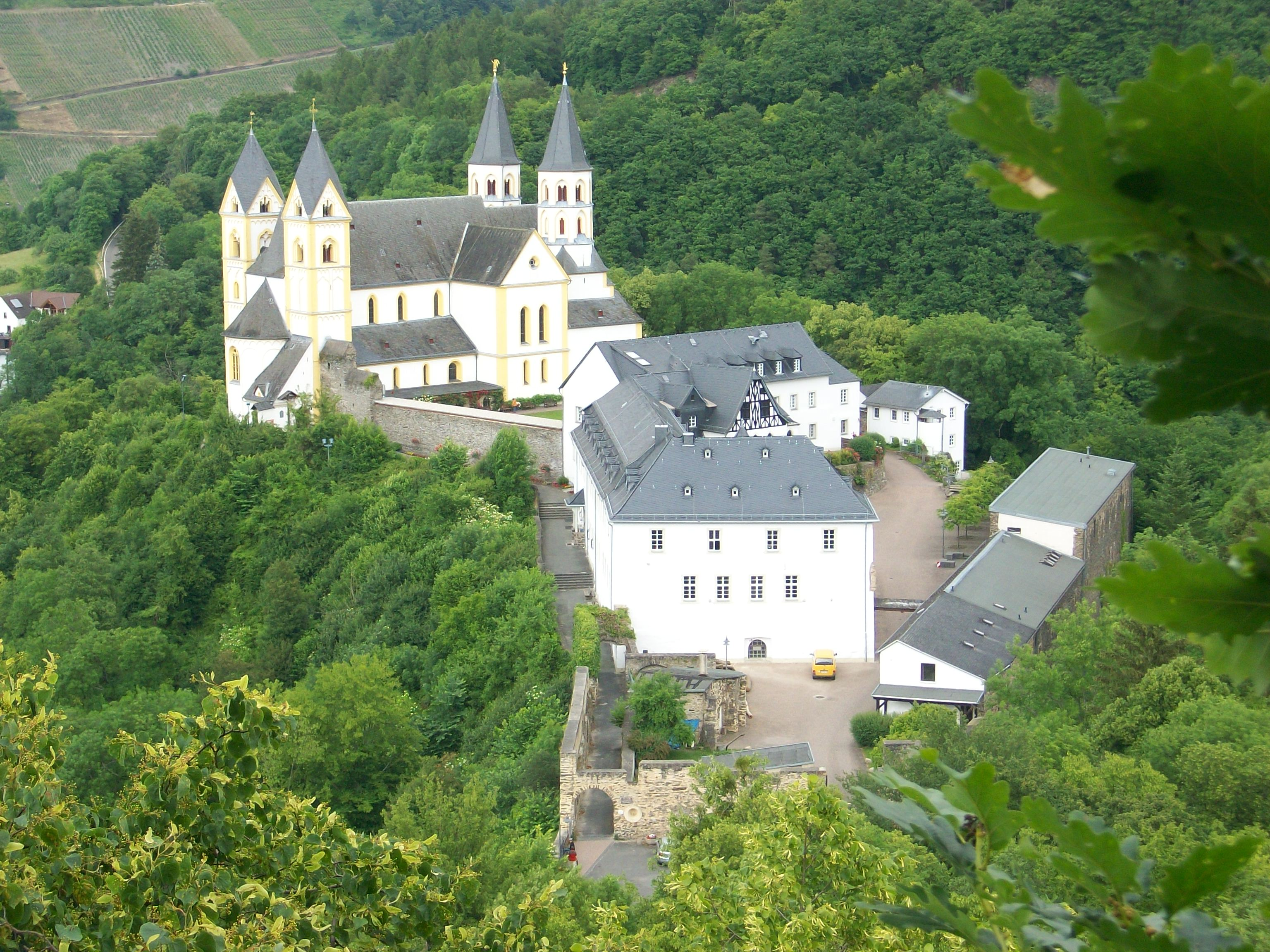
Kloster Arnstein, Obernhof
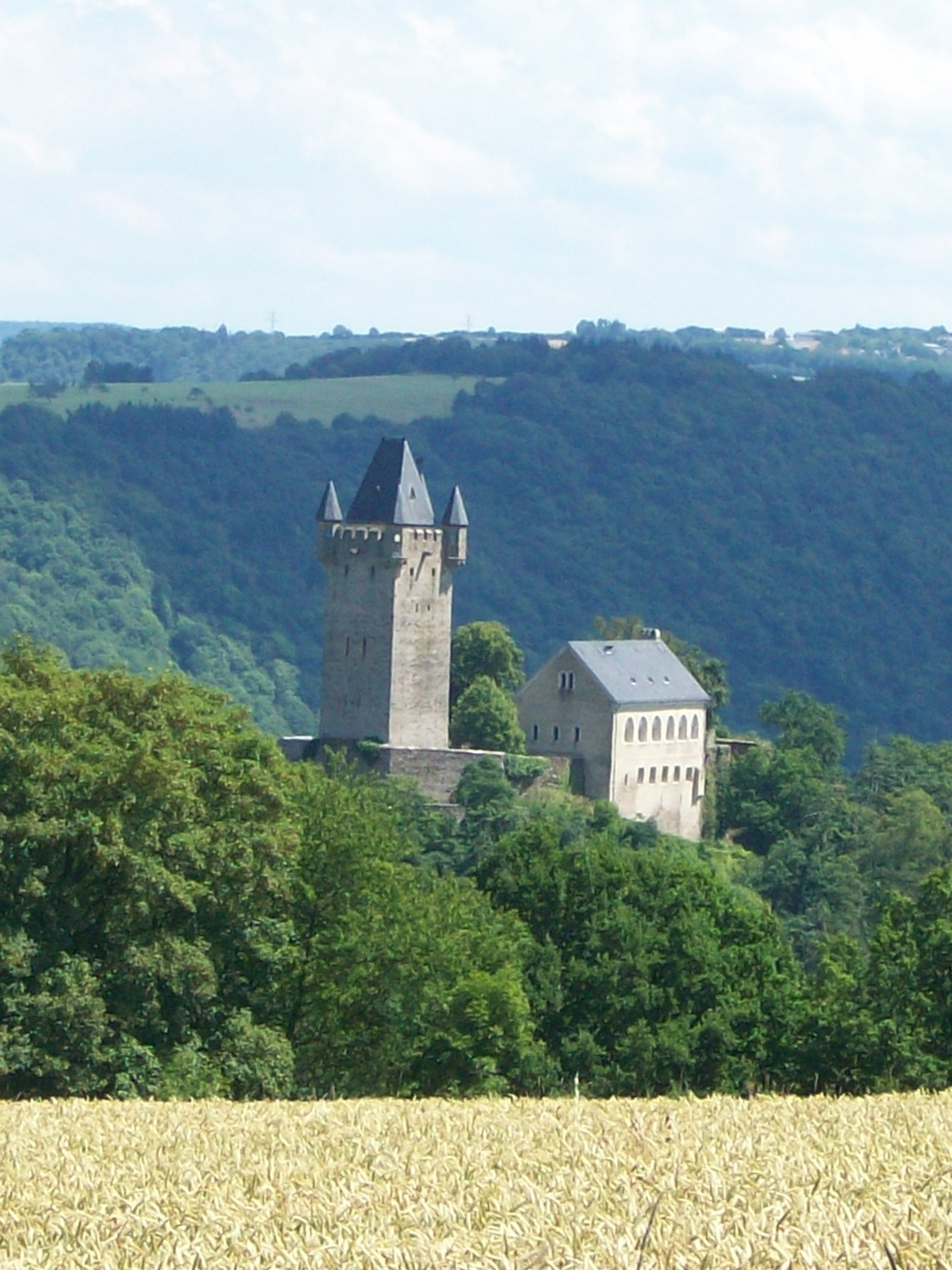
Burg Nassau
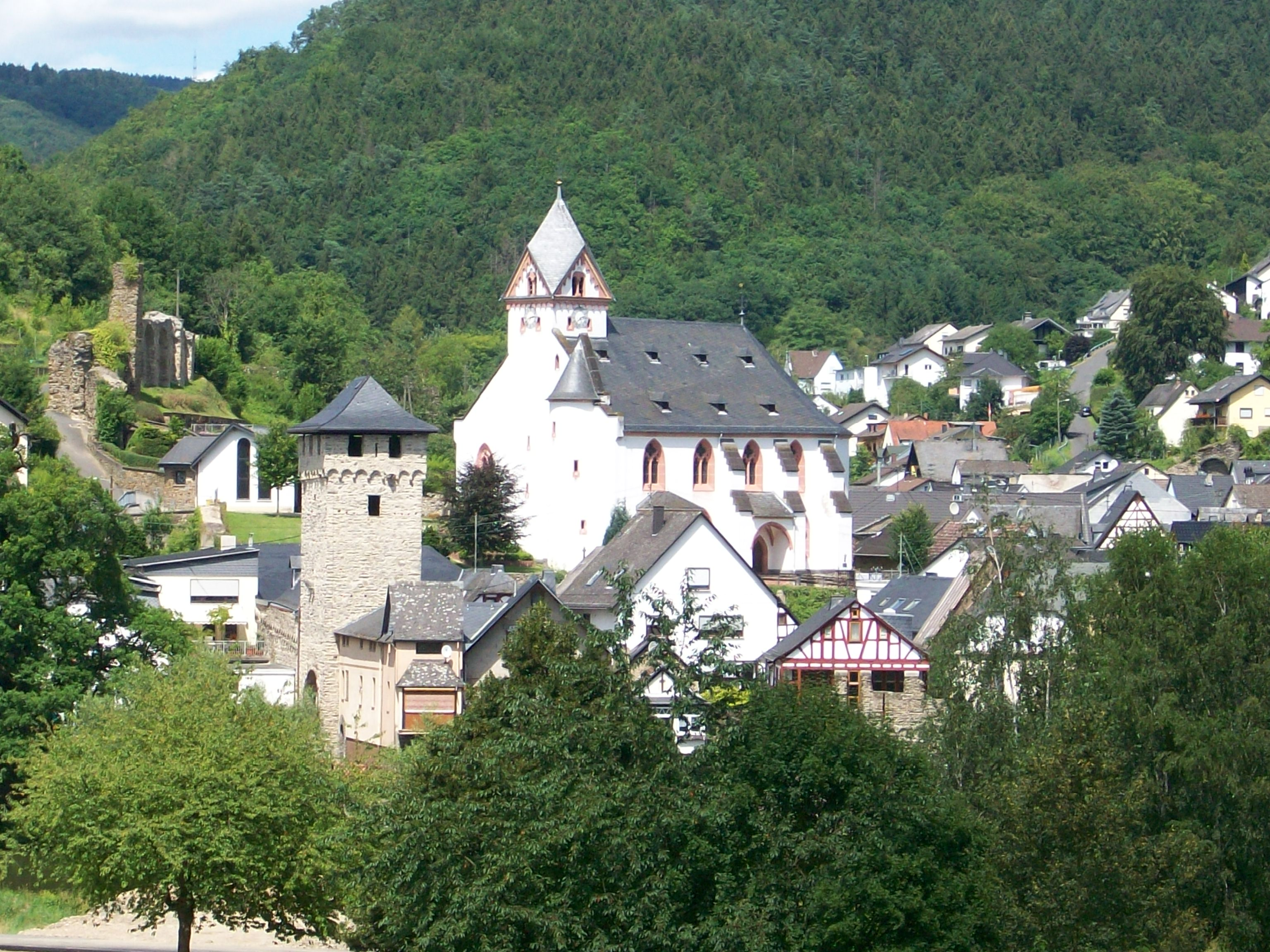
St. Kastor, Dausenau
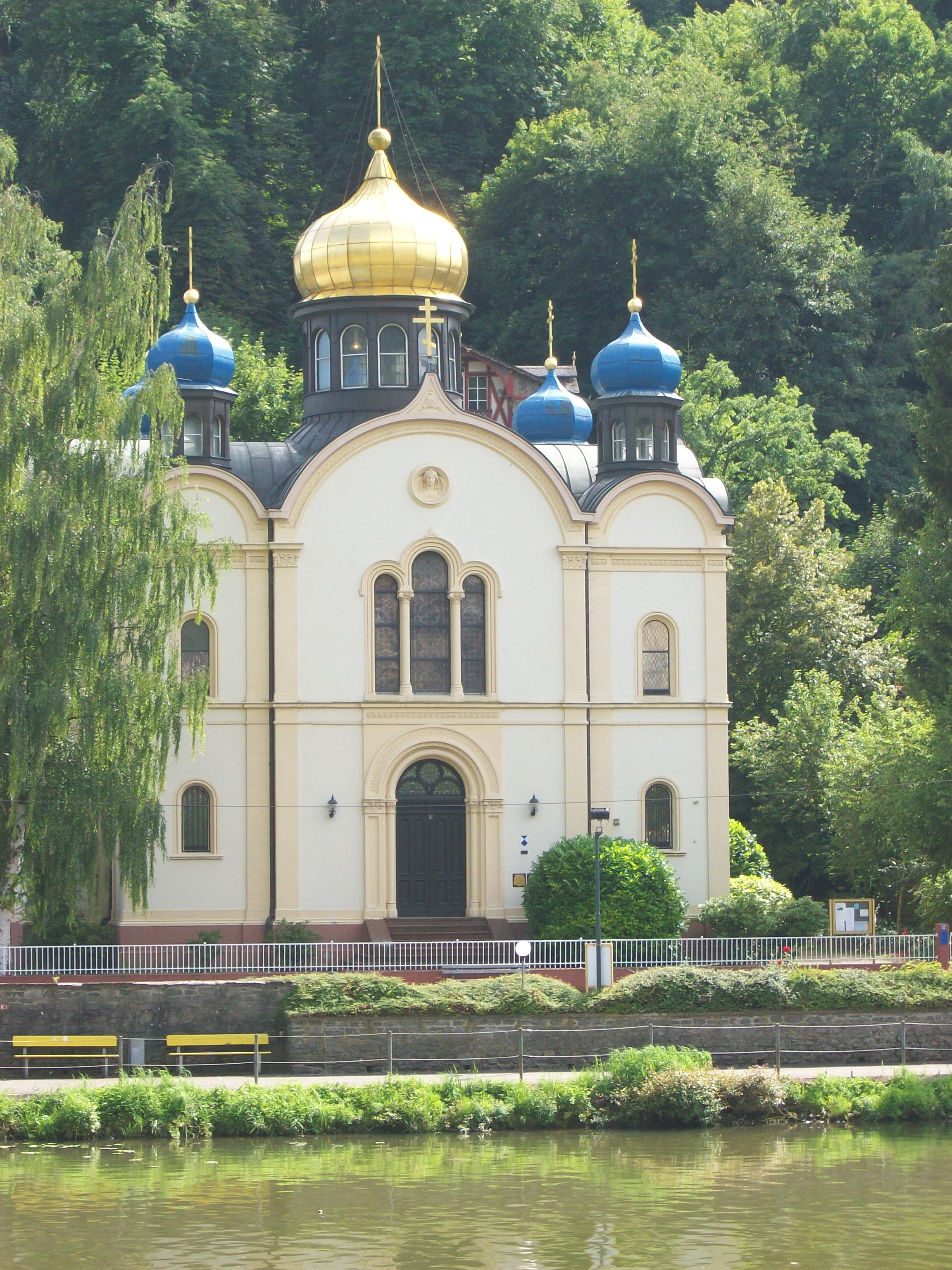
Russische Kirche, Bad Ems
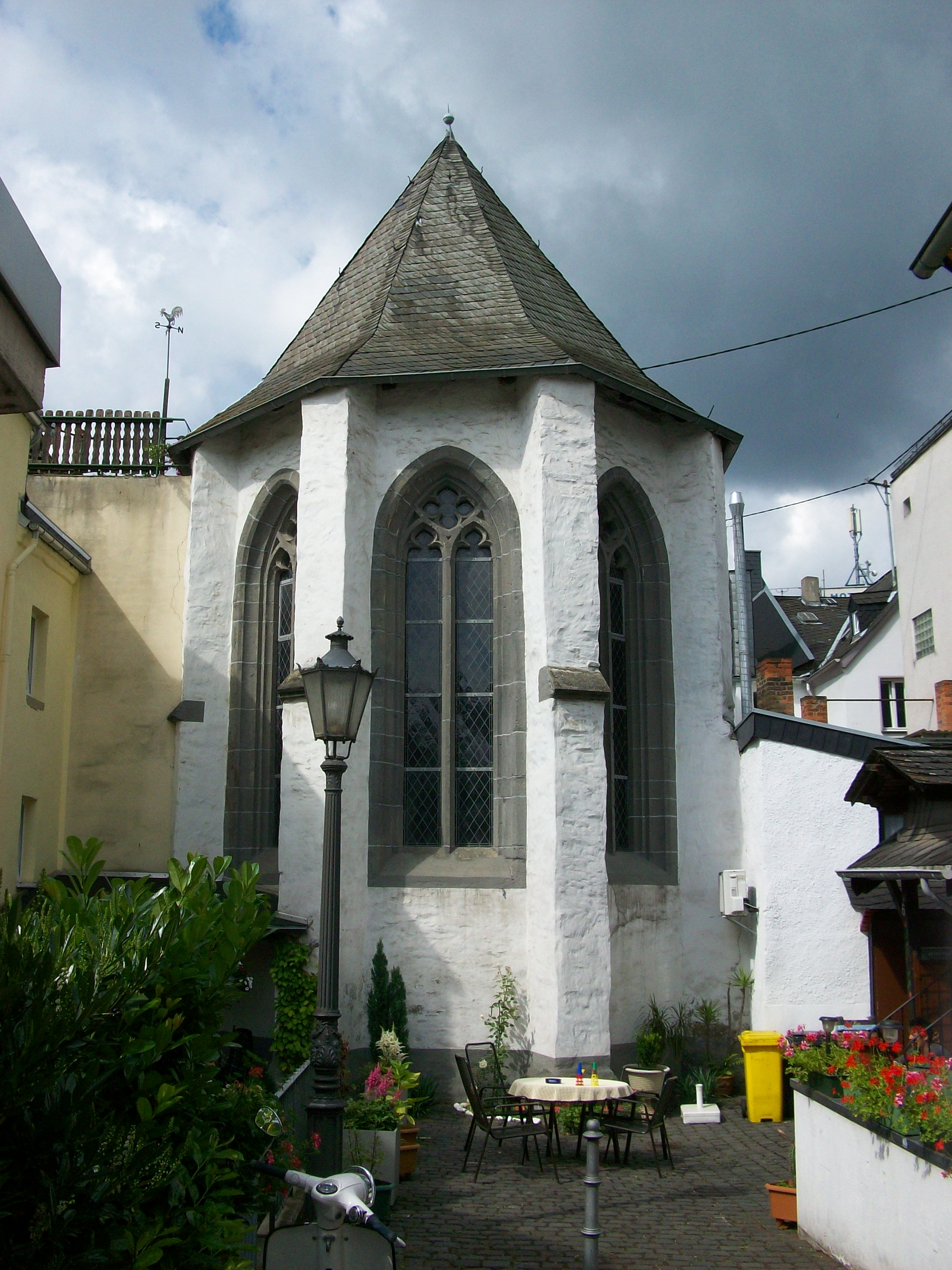
Hospitalkapelle, Oberlahnstein

## Jakobusspuren
Im Verlaufe des Lahn-Camino sind einige Jakobusspuren und -darstellungen vorzufinden.
| Ort                                        | Beschreibung |
| Wetzlar, Dom Unserer Lieben Frau           | Jakobusstatue an der Fassade |
| Weilburg, König-Konrad-Platz am Landtor    | Granitstele mit Jakobsmuschel |
| Villmar, Pfarrkirche St. Peter und Paul    | Jakobusaltar (1763, Hadamarer Barock)                                                                                                |
| Dietkirchen, Pfarrkirche St. Lubentius     | Jakobusstatue |
| Limburg, Dom                               | Jakobsmuschel am Altar der Sakramentskapelle kindliche Jakobusdarstellung im Stammbaum Jesu Jakobusdarstellung an der Emporenlinette |
| Dausenau, Kirche St. Kastor                | Jakobusdarstellung im Chor |
| Oberlahnstein, Hospitalkapelle St. Jakobus | Jakobusstatue und -symbole |

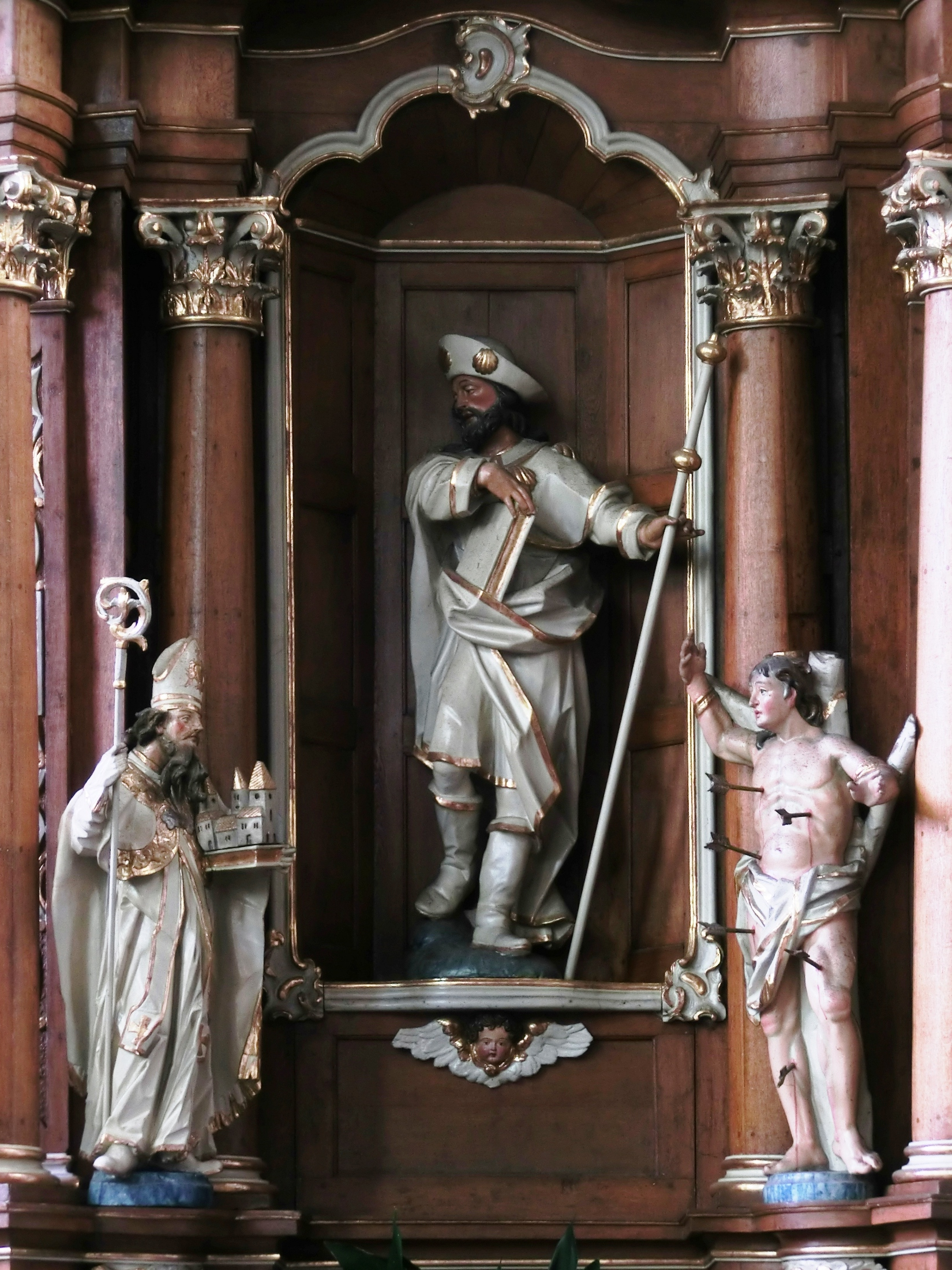
Jakobusaltar, Villmar
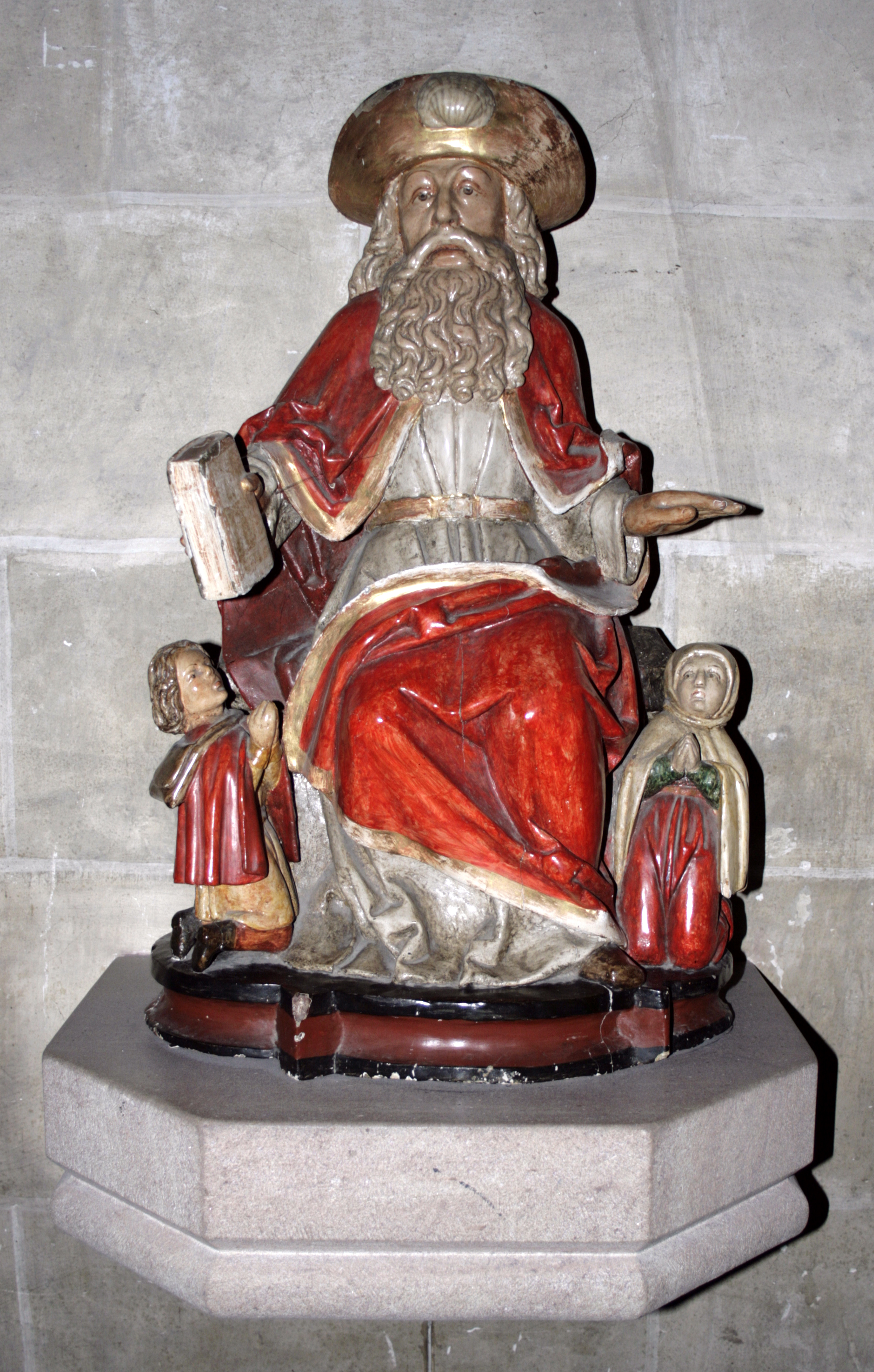
Jakobusstatue, Dietkirchen
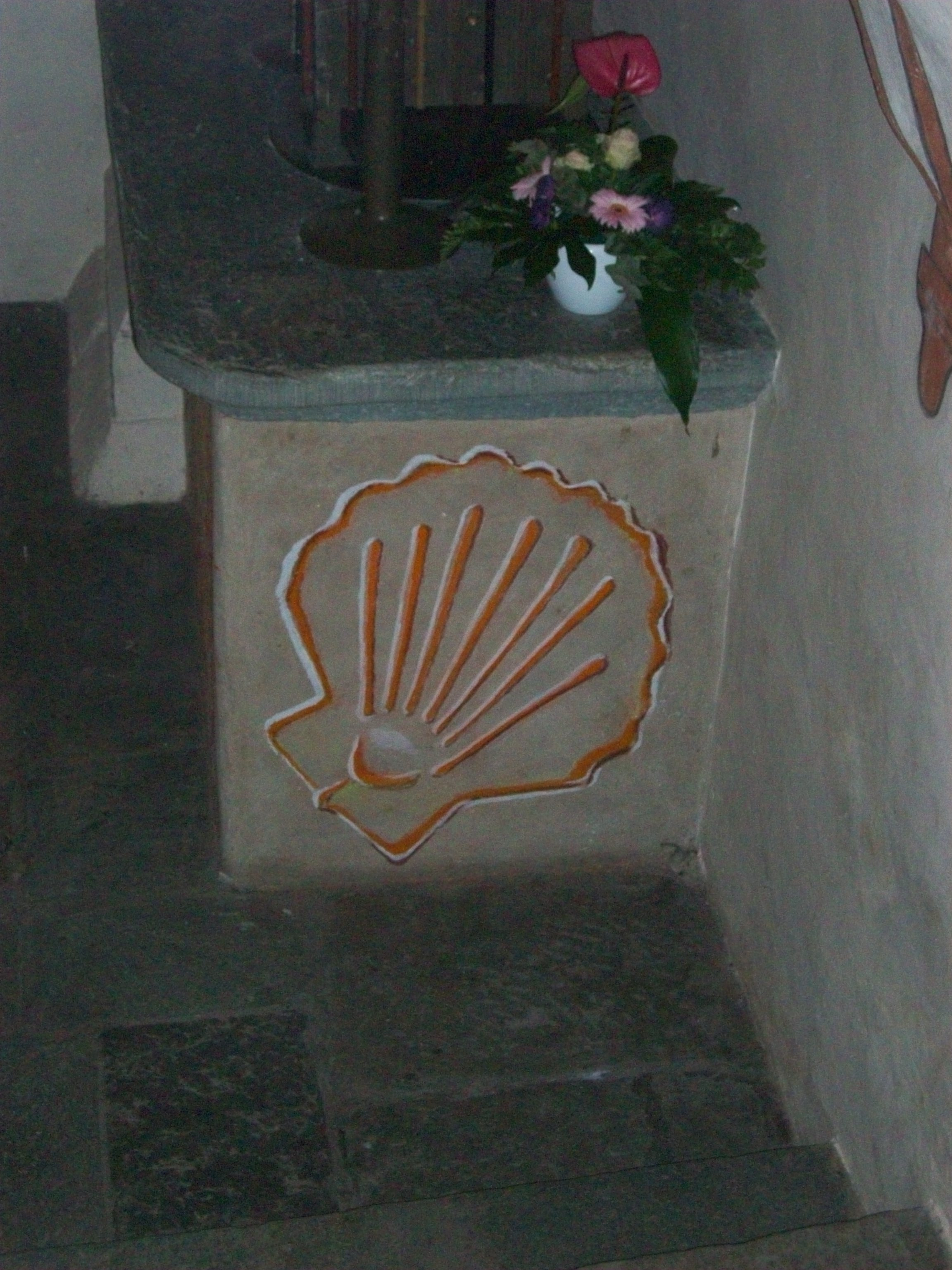
Sakramentskapelle, Limburger Dom
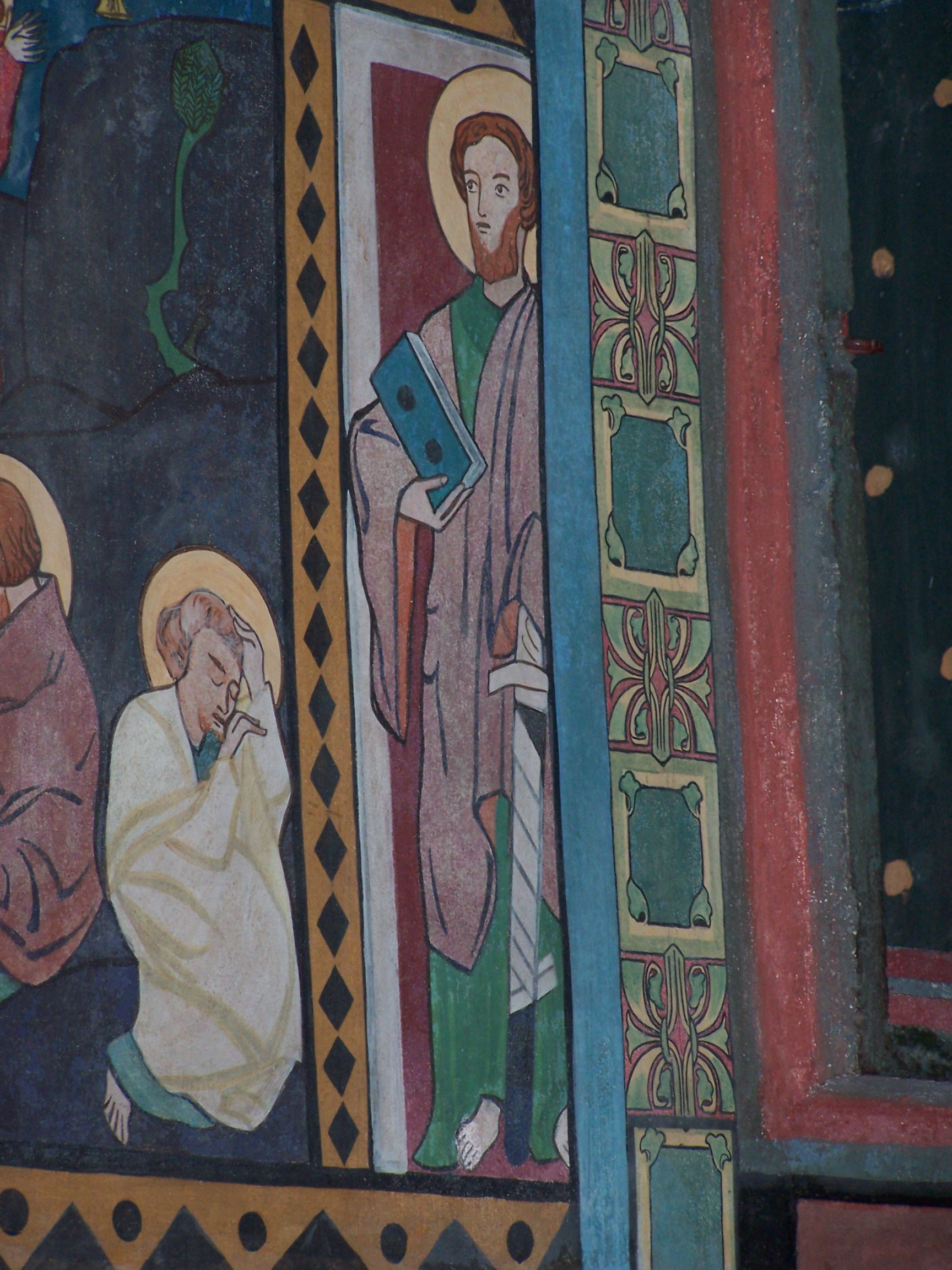
Jakobusdarstellung, Dausenau
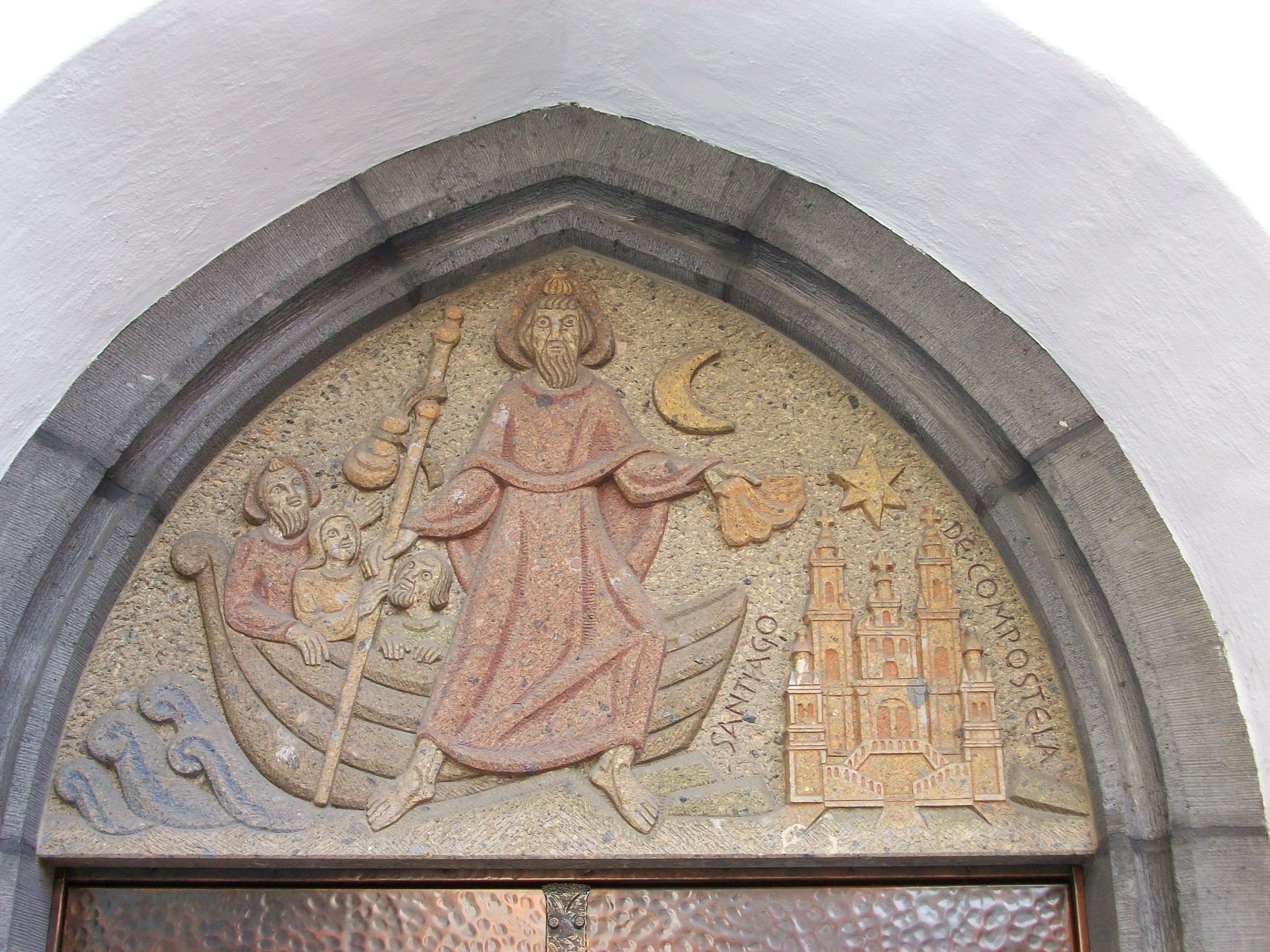
Tympanon der Hospitalkapelle, Oberlahnstein
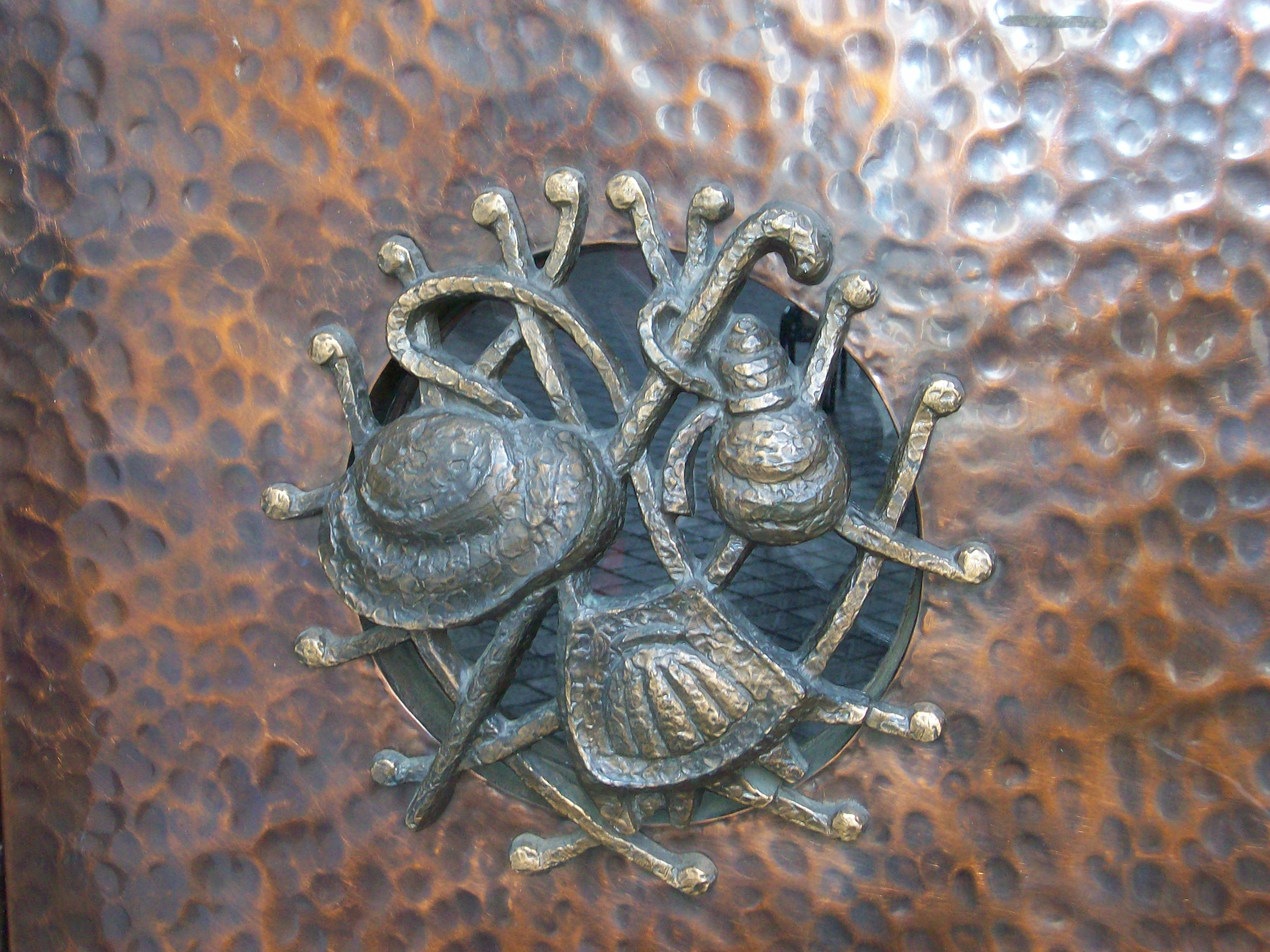
Portal der Hospitalkapelle, Oberlahnstein
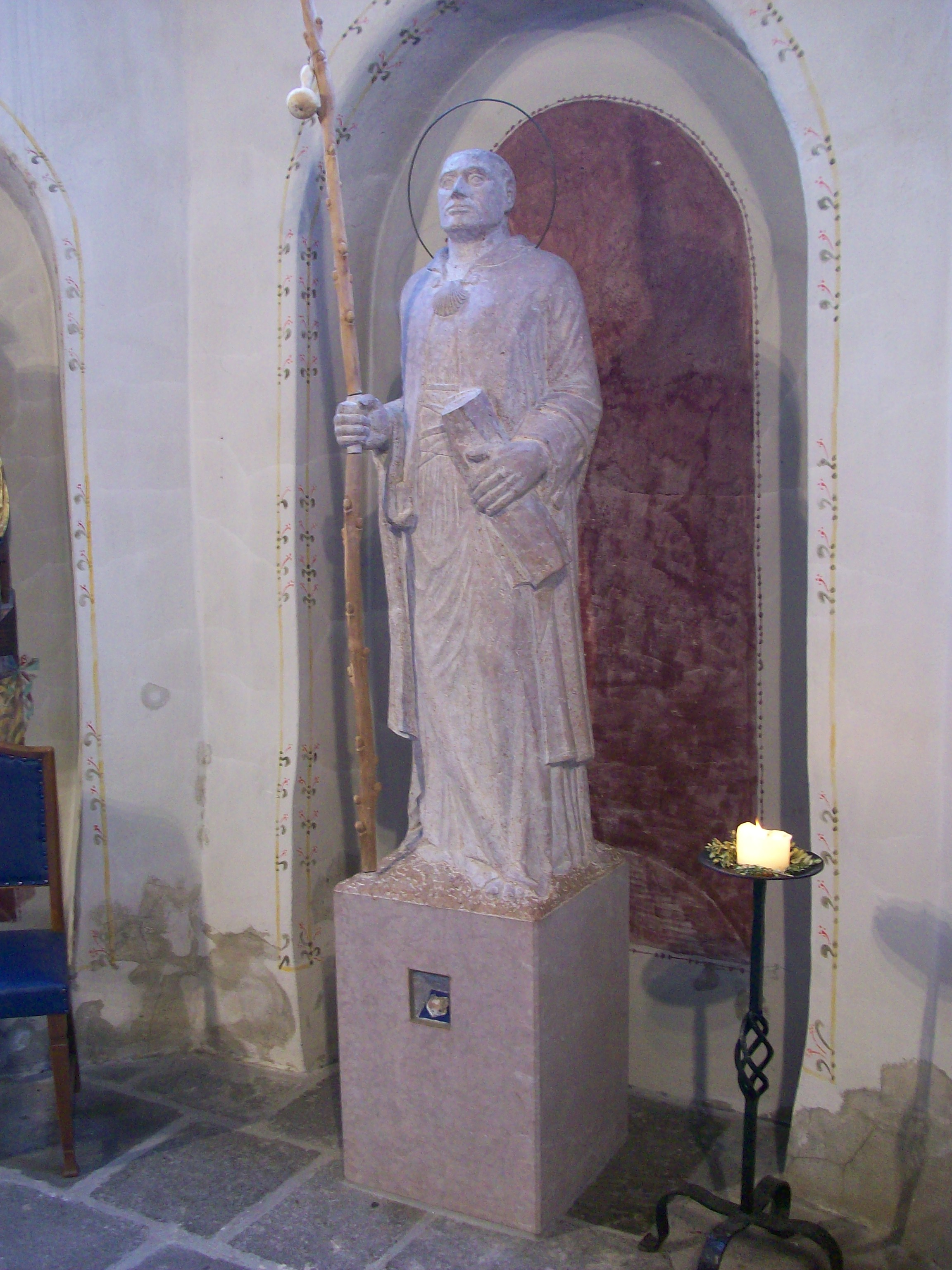
Jakobusstatue in der Hospitalkapelle, Oberlahnstein

## Pilgerstempel

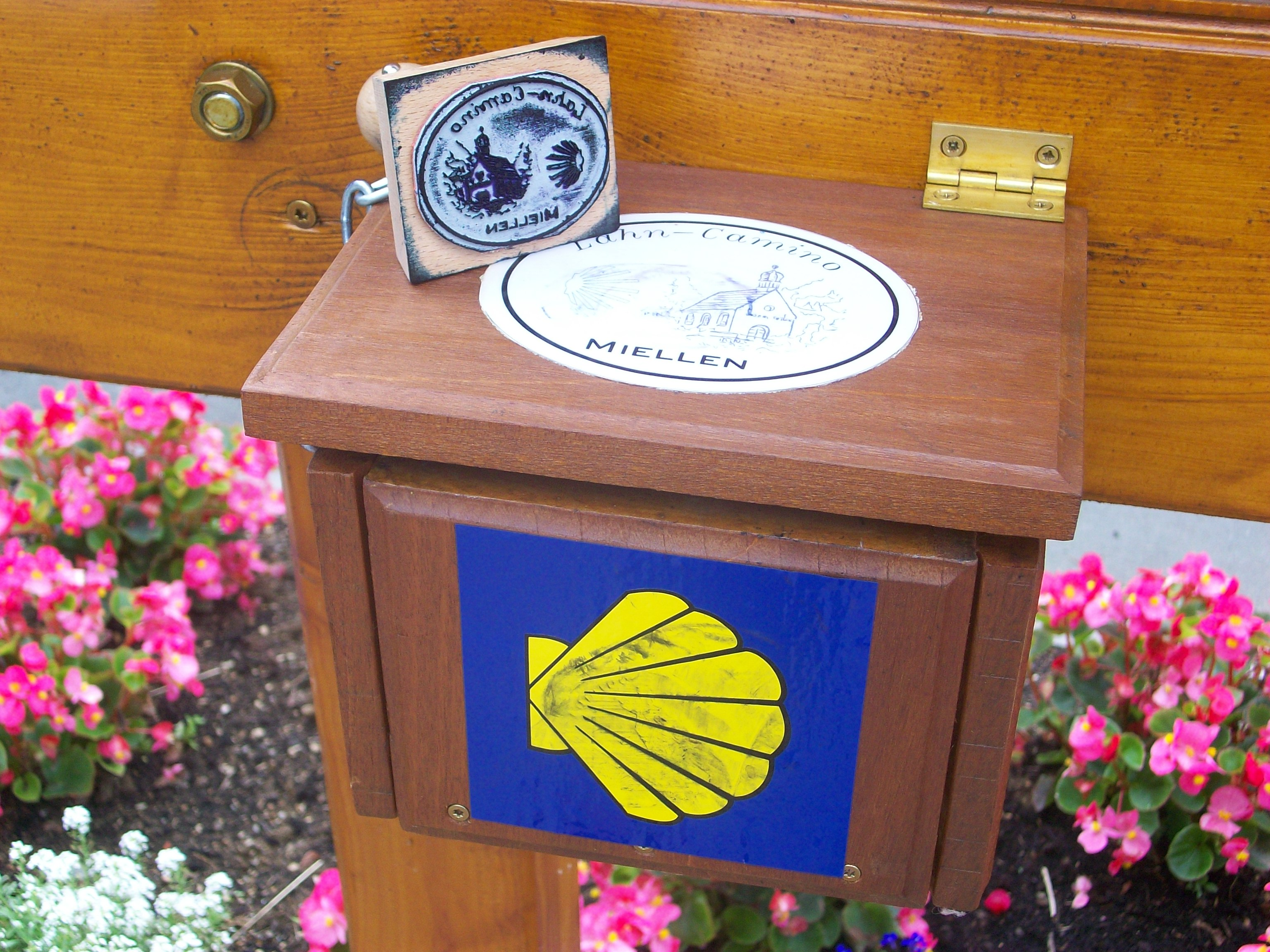
Stempelstelle in Miellen

In fast jedem Etappenort besteht die Möglichkeit, sich einen Pilgerstempel für seinen Pilgerausweis (spanisch = Credencial) geben zu lassen. In Dausenau, Miellen und Oberlahnstein werden speziell für den Lahn-Camino gestaltete Stempel bereitgehalten.

## Wanderkarten
- LVermGeo Rheinland-Pfalz: Naturpark Nassau (1:50.000). 7. Auflage. Koblenz 2011, ISBN 978-3-89637-305-2.